# Códigos dos países (R)
- A
- B
- C
- D–E
- F
- G
- H–I
- J–K
- L
- M
- N
- O–Q
- R
- S
- T
- U–Z

## Reunião
| ISO 3166-1 numérico 638         | ISO 3166-1 alfa-3 REU    | ISO 3166-1 alfa-2 RE              | ICAO cod aeroporto prefixo(s) FME |
| E.164 cód tel(s) +262           | COI cód país —           | TLD cod país .re                  | ICAO aeronave regis. prefixo(s) — |
| E.212 Mobile código país(s) 647 | OTAN Cód três-letras —   | OTAN Cód duas-letras (obsoleto) — | LOC MARC código(s) RE             |
| ITU Marítima ID (s) —           | ITU código de letras REU | FIPS código de país(es) RE        | Licença código chapa F            |
| GS1 GTIN prefixo(s) —           | UNDP códigos de país REU | WMO códigos de país RE            | ITU prefixos indicativo —         |

## Roménia
| ISO 3166-1 numérico 642         | ISO 3166-1 alfa-3 ROU    | ISO 3166-1 alfa-2 RO              | ICAO cod aeroporto prefixo(s) LR  |
| E.164 cód tel(s) +40            | COI cód país —           | TLD cod país .ro                  | ICAO aeronave regis. prefixo(s) — |
| E.212 Mobile código país(s) 226 | OTAN Cód três-letras —   | OTAN Cód duas-letras (obsoleto) — | LOC MARC código(s) RM             |
| ITU Marítima ID (s) —           | ITU código de letras ROU | FIPS código de país(es) RO        | Licença código chapa RO           |
| GS1 GTIN prefixo(s) 594         | UNDP códigos de país ROM | WMO códigos de país RO            | ITU prefixos indicativo YOA-YRZ   |

## Rússia
| ISO 3166-1 numérico 643         | ISO 3166-1 alfa-3 RUS    | ISO 3166-1 alfa-2 RU              | ICAO cod aeroporto prefixo(s) UA, UE, UH, UI, UL, UN UO, UR, US, UU, UW |
| E.164 cód tel(s) +7             | COI cód país —           | TLD cod país .ru                  | ICAO aeronave regis. prefixo(s) —                                       |
| E.212 Mobile código país(s) 250 | OTAN Cód três-letras —   | OTAN Cód duas-letras (obsoleto) — | LOC MARC código(s) RU                                                   |
| ITU Marítima ID (s) —           | ITU código de letras RUS | FIPS código de país(es) RS        | Licença código chapa RUS                                                |
| GS1 GTIN prefixo(s) 460-469     | UNDP códigos de país RUS | WMO códigos de país RA, RS        | ITU prefixos indicativo RAA-RZZ, UAA-UIZ                                |

## Ruanda
| ISO 3166-1 numérico 646         | ISO 3166-1 alfa-3 RWA    | ISO 3166-1 alfa-2 RW              | ICAO cod aeroporto prefixo(s) HR  |
| E.164 cód tel(s) +250           | COI cód país —           | TLD cod país .rw                  | ICAO aeronave regis. prefixo(s) — |
| E.212 Mobile código país(s) 635 | OTAN Cód três-letras —   | OTAN Cód duas-letras (obsoleto) — | LOC MARC código(s) RW             |
| ITU Marítima ID (s) —           | ITU código de letras RRW | FIPS código de país(es) RW        | Licença código chapa RWA          |
| GS1 GTIN prefixo(s) —           | UNDP códigos de país RWA | WMO códigos de país RW            | ITU prefixos indicativo 9XA-9XZ   |